# Rosette Wolczak
Rosette Wolczak, detta Rose (Parigi, 19 marzo 1928 – Auschwitz, 23 novembre 1943) è stata una ragazza ebrea vittima dell'Olocausto. Nata in Francia nel 1928 e arrivata a Ginevra nel 1943 come rifugiata, fu espulsa per ciò che le autorità svizzere dichiararono essere un comportamento indecente. Mandata nel campo di concentramento di Auschwitz, fu uccisa nella camera a gas al suo arrivo nel novembre del 1943.

## Primi anni
Rosette (Rose) Wolczak era la figlia di Felix Wolczak e Zlata Welner, entrambi ebrei originari di Łódź, in Polonia. Il padre di Felix Wolczak era emigrato dalla Polonia a causa dell'antisemitismo e della povertà. Sposò Zlata Welner nell'ottobre del 1925 e Rosette nacque nel 1928 a Parigi, seguita molti anni dopo da Nathan. Vivevano alla diciannovesima strada Pont-aux-Choux, nel III arrondissement di Parigi. Il padre di Rosette faceva parte dei sindacati dei lavoratori ed era coinvolto in un partito politico ebraico.
Rosette divenne francese nel 1933. Andò a scuola a Parigi, in primo luogo alla scuola primaria per le ragazze di rue Debelleyme, poi a quella di rue de Montmorency, non lontana da Le Marais, dove risiedeva una grande concentrazione di ebrei. Nel 1941, la famiglia lasciò Parigi per Lione, situata nella zone libre, a causa delle restrizioni che si rivolgevano alla comunità ebraica, e in particolare l'obbligo per ogni ebreo di essere registrato. La famiglia non rispettò questo obbligo legale e non si presentò alla stazione di polizia sulla strada Saint Ours, scappando invece nella direzione di Lione.
I genitori di Rosette decisero di mandarla da uno dei suoi cugini che viveva a Ginevra e poteva ospitarla. Durante la seconda guerra mondiale, Ginevra fu la città di transito per il 42% dei nuovi rifugiati che cercarono rifugio in Svizzera. La politica ufficiale era di limitare l'ondata di rifugiati in arrivo in Svizzera. Al 13 agosto 1942, una decisione del Consiglio federale svizzero stabiliva che le persone in fuga per motivi razziali non potevano essere considerate rifugiati politici. Tuttavia, i bambini e ragazzi sotto i 16 anni non potevano essere respinti alla frontiera. Rosette aveva 15 anni nel 1943. Probabilmente se ne andò con la rete del Movimento giovanile sionista con una contrabbandiera di nome Bella Wending, che si presentò sotto falsa identità. Il padre di Rosette aveva anche lui partecipato in passato al trasporto di bambini ebrei e conosceva la rete. C'erano tre reti principali che tentavano di contrabbandare i cosiddetti rifugiati non espulsi al confine franco-svizzero vicino a Ginevra. Circa 1100 bambini passarono il confine con queste reti tra febbraio 1943 e luglio 1944

## Arrivo a Ginevra
Rosette Wolczak lasciò Grenoble per unirsi ad Annecy, lasciando questa città il 24 settembre 1943. Arrivò a Saint-Julien-en-Genevois in Alta Savoia in pullman, essendo questo villaggio nella zona libera. Un contrabbandiere li portò ad attraversare le recinzioni cablate tra i villaggi di Soral e Certoux. Rosette fu arrestata da una guida svizzera di confine, che scrisse un rapporto di arresto a Sézenove. Fu portata alla stazione di polizia di Bernexe poi trasferita al posto di controllo delle Cropettes a Ginevra, senza che fosse in grado di contattare suo cugino C. Neufeld residente a Gaspard Valette Avenue 10, a Ginevra. Indicò il suo indirizzo sulla dichiarazione fatta alle autorità incaricate di esaminare la sua richiesta il 27 settembre 1943.

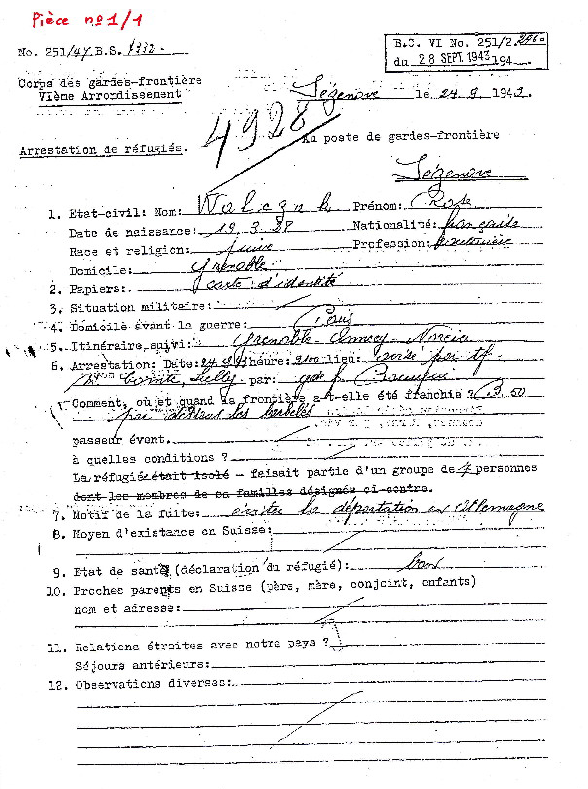
Rapporto di arresto di Rosette Wolczak dalla guardia di confine svizzera del cantone di Ginevra nel 1943

Il centro di screening delle Cropette si trovava in una scuola elementare utilizzata come centro di accoglienza per rifugiati clandestini arrivati in Svizzera durante la seconda guerra mondiale. Il 42% dei rifugiati ebrei richiedenti asilo in Svizzera transitò attraverso Ginevra nel 1943. Gli archivi cantonali indicano che vi transitarono 2526 persone, di cui 1622 ebrei. Tra questi, 80 furono espulsi e 17 deportati nei campi di concentramento tedeschi.
Rosette Wolczak era minorenne al suo arrivo a Ginevra, quindi ricevette un'autorizzazione temporanea per rimanere in Svizzera. Fu mandata al campo di transito di Plantaporrêts, quando dovette aspettare per passare sotto la responsabilità del dipartimento federale di giustizia e polizia. Era obbligata a dare via alle autorità i 30 franchi che aveva e a rispettare regole severe.

## Deportazione ad Auschwitz

### Arresto per "comportamento indecente"
Rosette fu catturata in un dormitorio, che giaceva sulla paglia insieme ad un giovane soldato francese fuggito dalla Germania. Il soldato svizzero che li trovò fece rapporto; durante l'interrogatorio, Rosette rivelò di essere stata maltrattata da un altro uomo. L'uomo in questione accusò Rosette di aver avuto rapporti sessuali con quattro guardie militari durante la celebrazione del Capodanno ebraico di Rosh haShana. Fu arrestata per comportamento indecente e inviata alla prigione di Saint Antoine.

### Espulsione al confine francese
A partire dal 19 dicembre 1942, una sentenza della polizia stabiliva che qualsiasi persona ammessa temporaneamente e che si comportava in modo scorretto poteva essere portata al confine ed espulsa. Il 13 ottobre il colonnello Chenevière diede l'ordine di espellere Rosette Wolczak al confine e il primo tenente Daniel Odier scrisse una nota in cui chiedeva l'esecuzione della sentenza il più rapidamente possibile per "dare l'esempio". Rosette Wolczak fu infine espulsa per motivi disciplinari il 16 ottobre 1943.

### Arresto e deportazione
Con i 30 franchi che le furono restituiti dalle autorità carcerarie, attraversò la frontiera del Moulin de la Grave con altri tre rifugiati. Fu arrestata il 19 ottobre 1943 e mandata dalle guardie di frontiera tedesche nell'hotel Pax ad Annemasse. Da lì, fu trasferita al campo di internamento di Drancy, dove arrivò il 26 ottobre 1943. Ricevette il numero di matricola 7114 e dovette dare via i 50 franchi che possedeva in quel momento

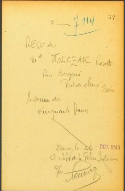
Ricevuta data a Rosette Wolczak alle autorità di Drancy

Fu deportata ad Auschwitz il 20 novembre 1943 nel convoglio di deportazione numero 62. Dopo la chiamata che riuniva i deportati alle sei e mezza del mattino, il convoglio lasciò la stazione di Bobigny alle undici e cinquanta, portando via 1200 persone, di cui 640 uomini, 560 donne e 164 bambini di età inferiore ai diciotto anni. Wolczak era nello stesso convoglio di Nicole Alexandre, che Françoise Verny commemora nel libro Serons-nous vivantes le 2 janvier 1950?. Diciannove giovani ebrei riuscirono a scappare dal treno saltando giù, tra cui il futuro Consigliere di stato Jean Cahen-Salvador.
Wolczak arrivò ad Auschwitz il 23 novembre 1943. Secondo testimonianze di deportati, le persone anziane e i bambini sotto i 16 anni erano generalmente giustiziati nelle camere a gas all'arrivo, poiché erano considerati inetti al lavoro. Rosette fu uccisa lo stesso giorno del suo arrivo nel campo.

## Il destino dei familiari
I genitori di Rosette Wolczak furono informati dell'arrivo della figlia in Svizzera il 18 ottobre 1943, pochi giorni dopo essere stata espulsa. La famiglia lasciò Pont-de-Claix in seguito alla conquista della regione da parte dei tedeschi. Si stabilirono a Villette-d'Anthon, situato a 15 chilometri (9.3 miglia) da Voiron, e vi rimasero fino alla fine della guerra, protetti dagli abitanti del villaggio. I Wolczak tornarono a Parigi dopo la liberazione della Francia e iniziarono a cercare la loro figlia. Una lettera fu inviata al Comité Suisse de recherche des enfants sans adresse, un'associazione che cercava bambini rifugiati in Svizzera, ma nessuna risposta arrivò. Il 18 luglio 1945, il fratello di Rosette, Nathan, che contattò l'OSE a Ginevra, ricevette una lettera che lo informava della morte di sua sorella. La famiglia lasciò la Francia per Israele nel 1952.
Nel 2000, il fratello di Rosette ricevette dagli archivi cantonali una copia del dossier di Rosette. Il fascicolo amministrativo era rinvenuto negli archivi cantonali di Ginevra tra i fascicoli di oltre 20.000 persone arrestate dalla polizia tra il 1942 e la fine della guerra. Il numero di file di Rosette è CH.AEG Justice et police. Ef / 2-041-No4928 e contiene 30 pagine.

## Monumenti

### Scuola Montmorency a Parigi
Nel 2007, in seguito a un censimento dei bambini ebrei deportati durante la seconda guerra mondiale, fu inaugurato un monumento nella scuola di Rosette a Parigi nel III arrondissement..

### Adattamento teatrale
Nel 2012 Michel Beretti ricevette da parte della Fondazione per la memoria delle vittime della Shoah dei fondi per adattare la storia di Rosette per il teatro. Il suo lavoro è archiviato sotto il tag 4928 project, un riferimento al numero di file amministrativi di Rosette nel Archivi cantonali di Ginevra.

### Scuola Cropettes a Ginevra

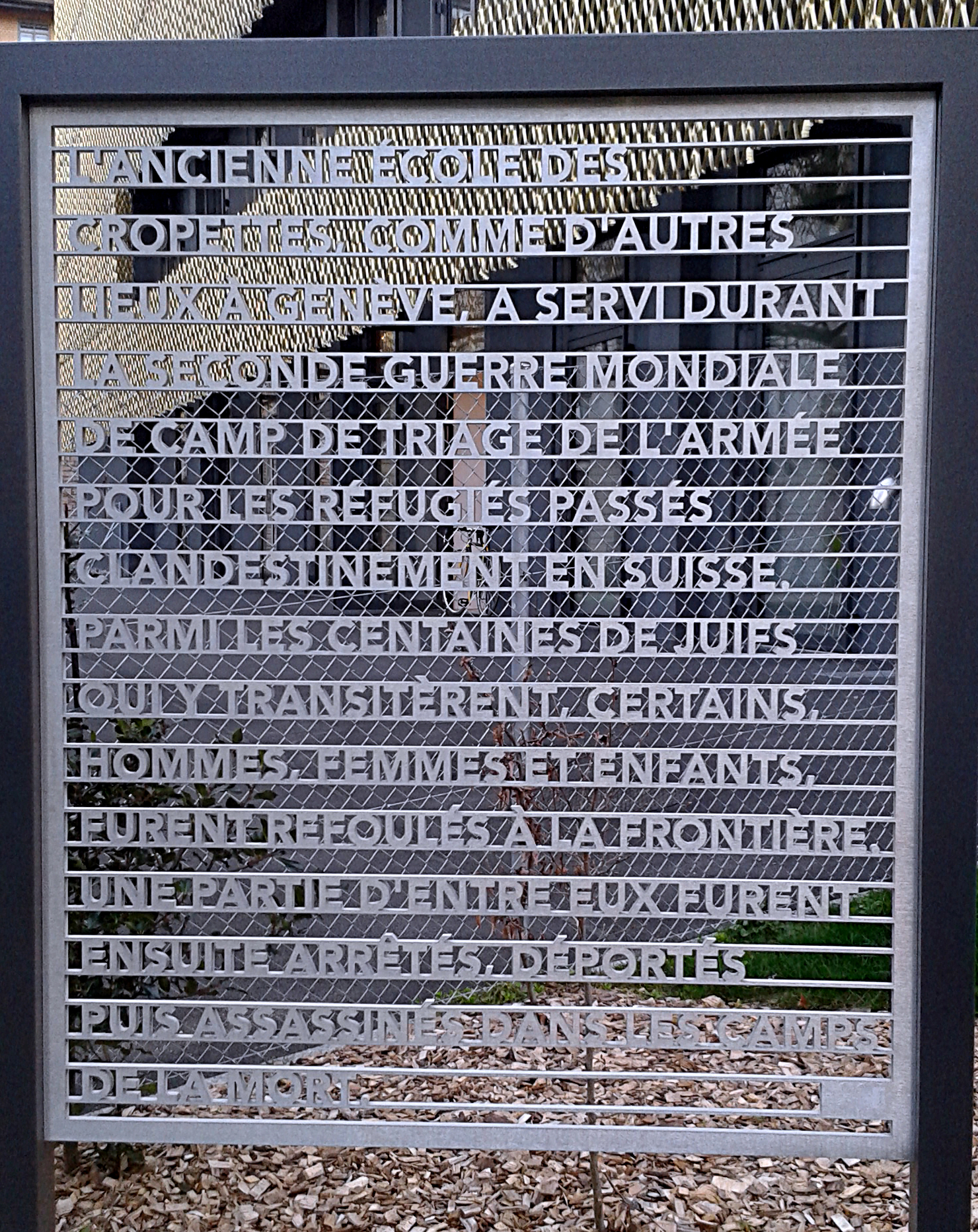
Memoriale presso la scuola elementare Cropette di Ginevra

Mercoledì 27 gennaio 2016, un memoriale dedicato alle vittime ebree dell'Olocausto è stato inaugurato vicino alla scuola elementare delle Cropettes a Ginevra. Questo memoriale è il primo del genere in Svizzera secondo il CICAD. L'iniziativa è stata realizzata in concomitanza con la pubblicazione di un libro del giornalista svizzero Claude Torracinta che ricorda la storia di Rosette Wolczak.